# Анакопийское сражение
Анакопийское сражение — битва объединенного абазго-картлийского войска, под руководством абхазского князя Леона I с превосходящими силами Омейядского халифата под командованием арабского полководца Марвана ибн Мухаммеда.
В середине 30-х годов 8 века главной целью арабского полководца Марвана ибн Мухаммада или Мурвана Глухого было сокрушить хазар, но попутно он намеревался также наказать грузин, которые в 729-730 году с помощью хазар жестоко разгромили арабского полководца Джарраха ибн Абдаллаха.
Предводитель картлийцев Мир и его брат Арчил вместе с малой частью своих войнов попросили помощи и укрылись в крепости Анакопия вместе с предводителем абазгов Леоном. Арабы преследовали Мира и Арчила и разрушили «все города и крепости земли Эгрисской…». Во время этого похода арабы захватили в плен аргивских князей Давида и Константина. По словам грузинского летописца, среди арабского войска началась эпидемическая болезнь желудка, унёсшая за несколько дней жизни 35 тысяч человек, и ещё три тысячи арабов погибли во время штурма стен Анакопийской крепости.
Перед решающим сражением ночью прошел сильный дождь, в результате чего реки Абаша и Цхенисцкали вышли из берегов и затопили лагерь арабов, многие из которых утонули.
В битве, состоявшейся на следующий день, грузины одержали блестящую победу. Арабская армия, отступая, заплутала в болотах Колхиды, и лишь небольшой ее части едва удалось покинуть страну по дороге Гурия — Спер.
Арабская кампания обернулась сокрушительным поражением. Запланированный Марваном ибн Мухаммадом поход в тыл Византии через Абхазию в обход Чёрного моря провалился.